# Aflaj-irrigatiesystemen
De aflaj (Nederlands: verdelers) is de naam van historische irrigatiesystemen in Oman.
Aflaj is het meervoud van falaj. In Oman heeft vrijwel elk (berg-)dorp een eigen falaj. De falaj is een betonnen of aarden goot van zo'n 40-50 cm breed. Door de falaj wordt het water uit de bergen naar de dorpen aangevoerd. In de dorpen wordt het water uit de falaj verdeeld over de verschillende moestuinen, via kleinere goten.
Vijf van de in totaal circa 3000 systemen behoren sinds 2006 tot het werelderfgoed van UNESCO:
- Al-Khatmeen in Birkat Al Mawz, district Nizwa, gouvernement Ad Dachiliyah
- Al-Malki in An Nizar en in Al Yaman, district Izki, gouvernement Ad Dachiliyah
- Daris in Al Ilayah, district Nizwa, gouvernement Ad Dachiliyah
- Al-Jeela in Ash Shab, district Sur, gouvernement Ash Sharqiyah South
- Al-Muyassar in Al Khabib, district Ar Rustaq, gouvernement Al Batinah South

De oudste aflaj stammen volgens archeologisch onderzoek uit circa 2500 v.Chr. Nadien raakte het systeem onder invloed van de uit Perzië afkomstige qanattechnologie en werden aflaj ook wel deels ondergronds aangelegd. 